# Spycatcher

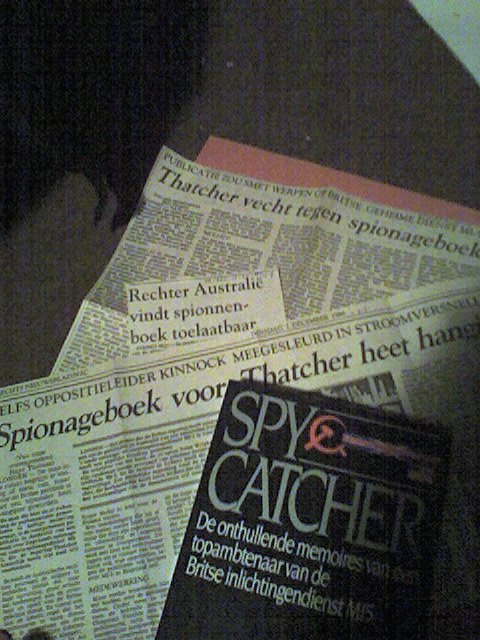
Spycatcher haalt de krant

Spycatcher is een controversieel boek van de voormalig MI5 functionaris Peter Wright. Het boek veroorzaakte een schandaal, niet direct om de inhoud maar door de pogingen van de Britse regering onder leiding van Margaret Thatcher om de publicatie tegen te houden.
Het boek behandelt voornamelijk de pogingen van Wright om een Russische mol te ontmaskeren. Wright stelt dat Roger Hollis, voormalig hoofd van de MI5, deze mol is. Daarnaast omschrijft hij een aantal andere figuren binnen de Britse inlichtingendienst die het zouden kunnen zijn en geeft hiermee een geschiedschrijving van de dienst vanaf de jaren dertig van de twintigste eeuw. De mol is de vijfde man van de Cambridge Five; uit het Mitrochin-archief blijkt dat John Cairncross de vijfde spion was.
Ook bevat het boek een aantal als schandalig opgevatte beschuldigingen. Zo stelt Wright dat de MI6 een plan had om de Egyptische president Nasser ten tijde van de Suezcrisis te vermoorden en dat de MI5 en de CIA samenzwoeren tegen de Brits minister-president Harold Wilson (die in het geheim, door de overloper van de KGB Anatoliy Golitsyn, ervan beschuldigd was een KGB agent te zijn en als links politicus een natuurlijk doelwit vormde voor de MI5). Tevens stelt Wright dat verschillende conferenties van het Gemenebest van Naties gebugged waren.
Het boek geeft ook enigszins inzicht in de, tot dan onbeschreven, technieken en ethiek van de dienst. Opmerkelijk is ook het 'elfde gebod': "gij zult niet gepakt worden".
Wright schreef het boek in 1985 nadat hij de dienst had verlaten en was toentertijd inwoner van Tasmanië. In het Verenigd Koninkrijk werd het boek onmiddellijk verboden maar het verscheen wel in talloze andere landen. Sommige Engelse kranten probeerden inzicht te geven in de geuite beschuldigingen maar werden met dwangbevelen de mond gesnoerd. Er zijn hierover een aantal rechtszaken gevoerd. Onderwijl werd het boek heimelijk het land in gesmokkeld. In 1988 werd het boek vrijgegeven voor publicatie aangezien de bekendheid die ontstaan was de reden van de censuur (staatsgeheimen) ontkrachtigd had. In 1991 oordeelde het Europees Hof voor de Rechten van de Mens dat de Britse regering met de dwangbevelen tegen de kranten het Europees Verdrag voor de Rechten van de Mens overtreden had.
Het boek wordt door ingewijden gezien als vol met feitelijke onjuistheden en een persoonlijke visie. Velen beweren ook dat indien de Britse regering niet zo restrictief had gehandeld, het boek weinig spraakmakend zou zijn geweest. In een later boek schreef Wright dat de motivatie om het boek te schrijven was dat zijn pensioen voor zijn werk bij de GCHQ niet overdraagbaar was geweest en hij dus een pensioensgat had.
Peter Wright werd miljonair door het boek en stierf in 1995.

## ISBN
- Spycatcher, de onthullende memoires van een topambtenaar van de Britse inlichtingendienst MI5 - Peter Wright ISBN 9070509903